# Fred Arthur
Frederick Edward „Fred” Arthur (Kanada, Ontario, Toronto, 1961. március 6. –) kanadai jégkorongozó.

## Karrier
Komolyabb junior karrierjét 1977-ben kezdte az QMJHL-es Cornwall Royalsban. 1981-ig volt junior játékos és a csapat tagja. 1980-ban és 1981-ben megnyerték a Memorial-kupát. Junior évei alatt kőkemény védőjátékos volt, ami köszönhető a 195 cm-es magasságának és a 95 kg-os súlyának. Az 1980-as NHL-drafton a Hartford Whalers választotta ki az első kör 8. helyén. Képviselte hazáját az 1980-as U20-as jégkorong-világbajnokságon, ahol a kanadai válogatott 5. lett. 1981-ben három mérkőzésen bemutatkozott a Hartford színeiben. 1981. július 3-án egy nagyszabású csere keretében a Philadelphia Flyershez került, ahol összesen 77 mérkőzésen lépett jégre. 1982. október 20-án bejelentette visszavonulását, mert orvosi egyetemen kezdett el tanulni

## Díjai
- Elnöki-kupa: 1980, 1981
- Memorial-kupa: 1980, 1981
- QMJHL Első All-Star Csapat: 1980
- Memorial-kupa All-Star Csapat: 1981